# Karl Emich zu Leiningen-Westerburg-Neuleiningen

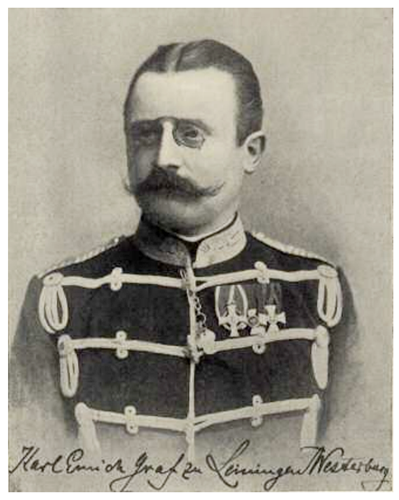
Graf Karl Emich zu Leiningen-Westerburg-Neuleiningen

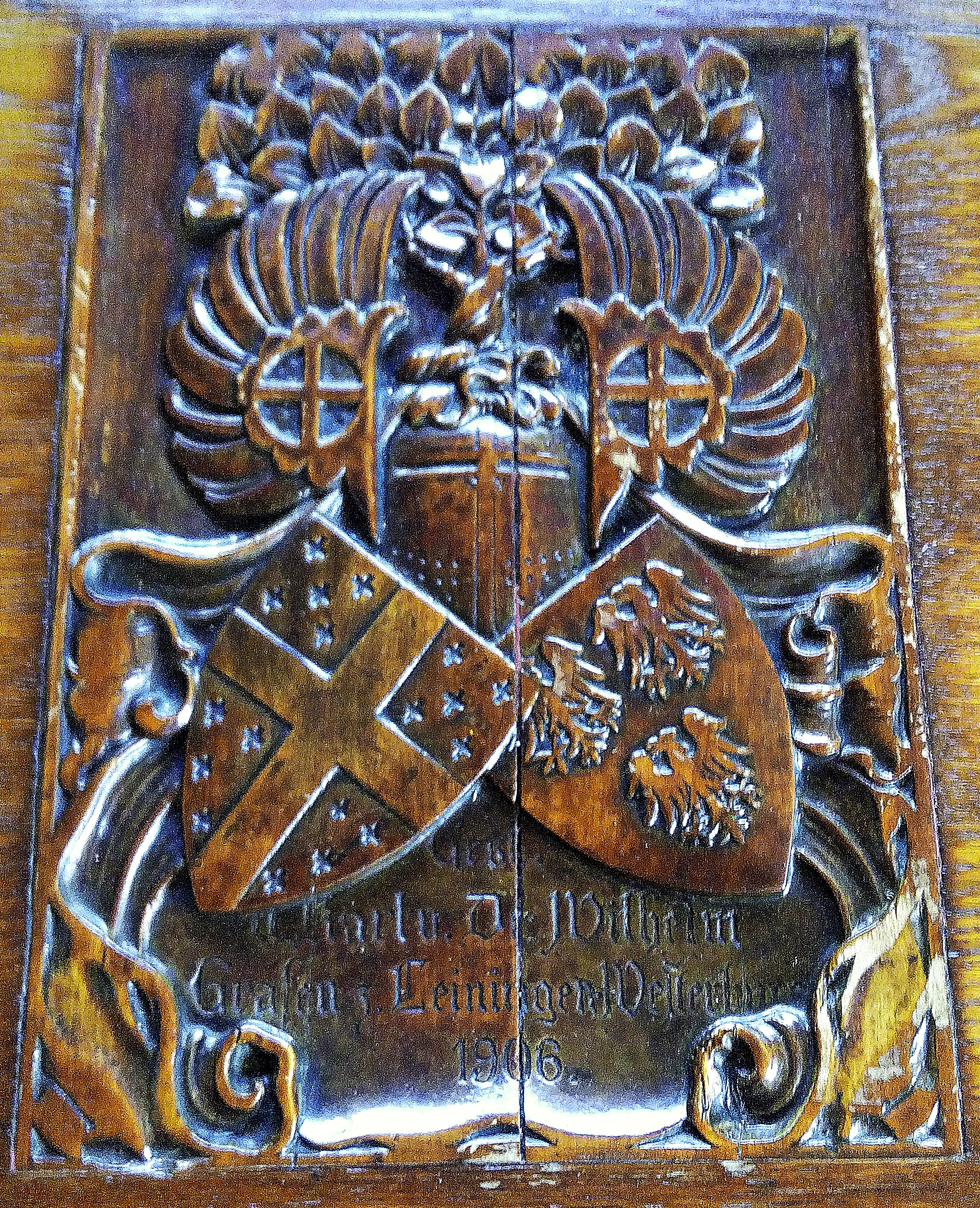
Altes Rathaus Grünstadt, Stifterinschrift der Leininger Grafen, 1906

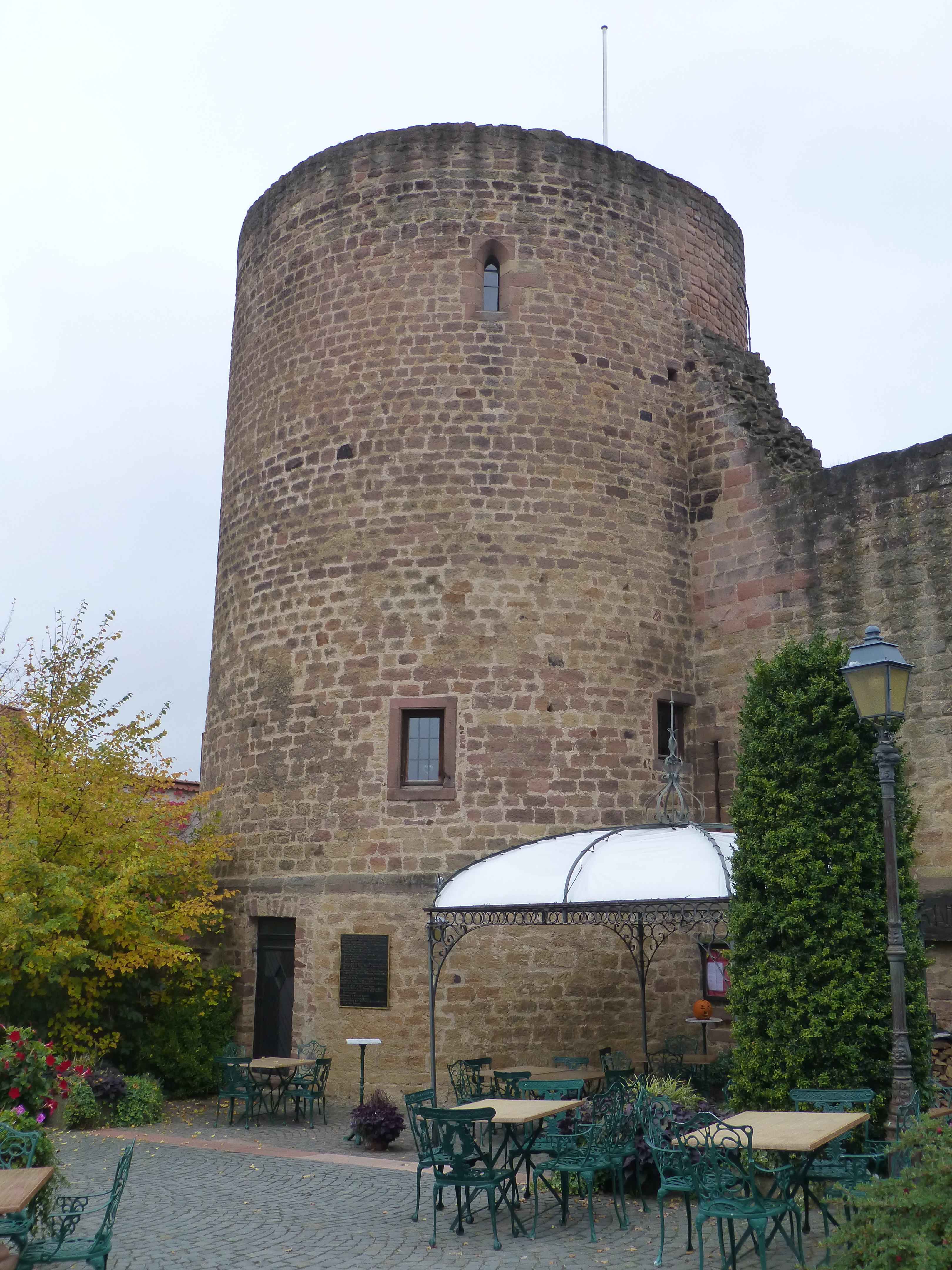
Der von Graf Karl Emich wiedererbaute und bewohnte Südost-Turm der Burgruine Neuleiningen

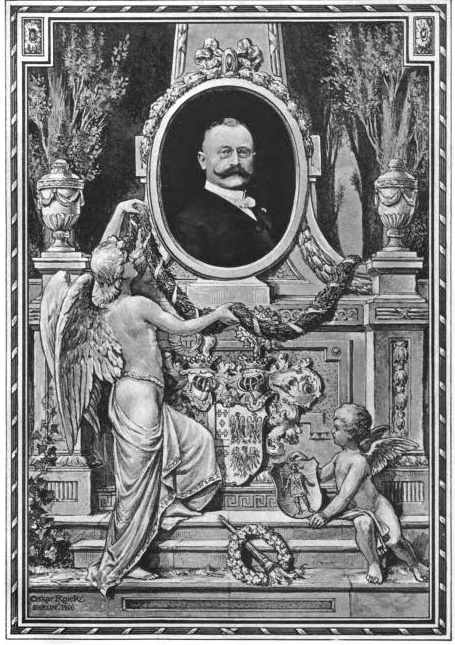
Allegorie von Oskar Roick, auf den Tod des Grafen

Karl Emich Philipp Wilhelm Franz zu Leiningen-Westerburg-Neuleiningen (* 15. September 1856 in Bamberg; † 28. September 1906 in München) war ein Graf von Leiningen, Husarenoffizier, sowie Hobbyhistoriker, -genealoge und -heraldiker.

## Leben und Wirken

### Familie
Karl Emich zu Leiningen-Westerburg-Neuleiningen war der Sohn des bayerischen Oberstleutnants Graf Thomas Hermann Adolph zu Leiningen-Westerburg-Neuleiningen (1825–1887) und seiner Gattin Margaretha Josephine, geborene Spruner von Mertz (1835–1917), Tochter des Generals Karl Spruner von Mertz. Die Mutter betätigte sich als Dichterin, ebenso wie ihr Vater Karl Spruner von Mertz.
Der Leininger Ahnherr Graf Georg II. Carl Ludwig (1666–1726) hatte im pfälzischen Grünstadt, Residenzort der Grafschaft Leiningen, Schloss Oberhof als Stammsitz des von ihm gegründeten Familienzweiges Leiningen-Westerburg-Neuleiningen erbaut.

### Militärischer Werdegang
Karl Emich trat 1873 in die Preußische Armee ein, wurde 1874 Sekondeleutnant im 2. Hessischen Husaren-Regiment Nr. 14, in Kassel, avancierte zum persönlichen Adjutanten des Erbgroßherzogs Karl August von Sachsen-Weimar-Eisenach, 1888 zum Brigadeadjutanten in Breslau und schied 1890 als Rittmeister aus dem aktiven Dienst aus. Im gleichen Jahr verheiratete er sich mit Magdalena Rogalla von Bieberstein und zog mit ihr nach Neupasing bei München.

### Privatgelehrter
Karl Emich zu Leiningen-Westerburg-Neuleiningen lebte dort als Privatier und widmete sich familienkundlichen bzw. heraldischen Forschungen. Zudem war er ein begeisterter Exlibris-Sammler und veröffentlichte 1901 das Standardwerk Deutsche und österreichische Bibliothekszeichen. Seit 1882 war er Mitglied im Heraldischen Verein Herold, ab 1898 Ehrenmitglied. Ebenso gehörte er dem Heraldischen Verein „Zum Kleeblatt“ und als Ehrenmitglied der Schweizerischen Heraldischen Gesellschaft sowie dem Exlibris-Verein Berlin an. Er verfasste zahlreiche diesbezügliche Publikationen, u. a. zu den historischen Schilden der Elisabethkirche in Marburg und zu historischen Wappensammlungen wie der Manessischen Liederhandschrift oder dem Wappenbuch Redinghoven. Für sich und seine Verwandten ließ er von vielen bekannten Künstlern Exlibris-Zeichen entwerfen.
Der Graf erwarb schon 1874 die Ruine der Stammburg Neuleiningen und ließ deren Südost-Turm wieder aufbauen bzw. wohnlich gestalten. Dort hielt er sich regelmäßig als Urlauber auf, da ihm das Leininger Land ans Herz gewachsen war. Die Gemeinde Neuleiningen ernannte ihn 1889 zum Ehrenbürger; der Historische Verein der Pfalz 1893 zum Ehrenmitglied. 
Zusammen mit seinem Cousin Graf Wilhelm zu Leiningen-Westerburg-Neuleiningen stiftete er 1906 das Inventar im Ratssaal des Rathauses von Grünstadt. Es ist bis heute (2019) erhalten und der Haupttisch trägt eine eingelassene, geschnitzte Platte, mit dem Leininger Wappen und der Inschrift „Gest. v. Karl u. Dr. Wilhelm, Grafen v. Leiningen-Westerburg, 1906“. In der Martinskirche Grünstadt ließ Graf Karl Emich 1889, unterhalb der Orgel, einen Holz-Totenschild für seinen verstorbenen Vater anbringen, der aber 1942, bei der Bombardierung der Kirche, verbrannte.
Laut seiner Todesanzeige starb er „unerwartet“.

## Exlibris Galerie

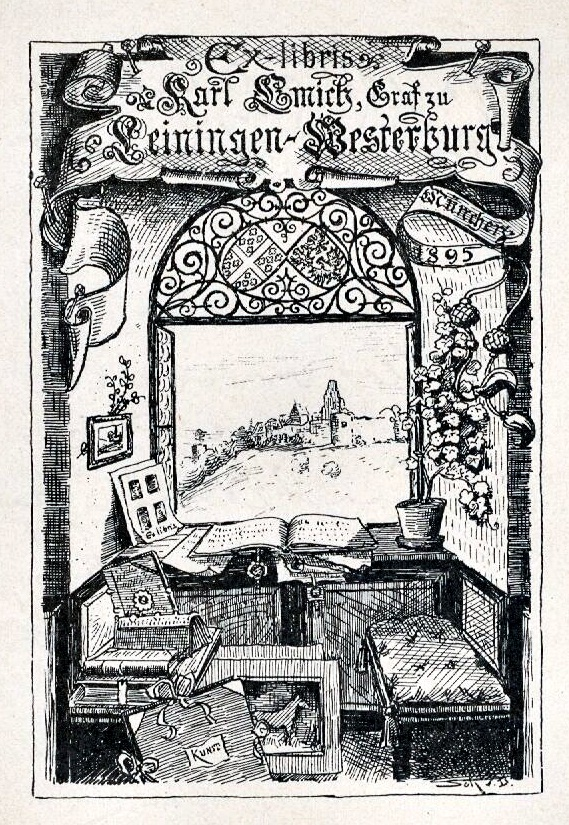
Exlibris mit Burg Neuleiningen, 1895
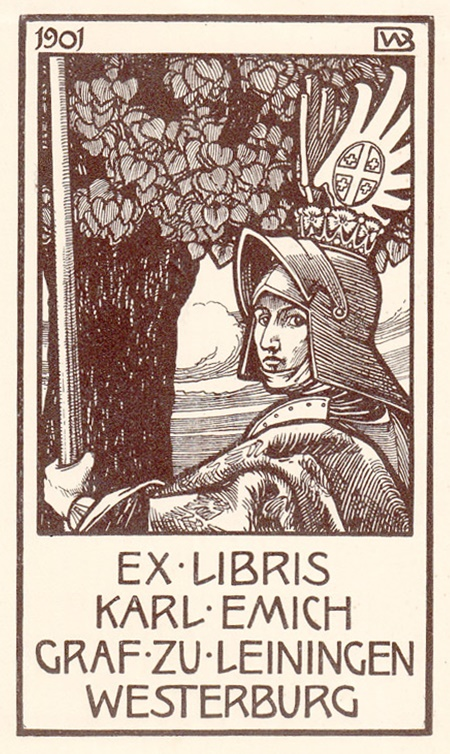
Exlibris von Bernhard Wenig, 1901
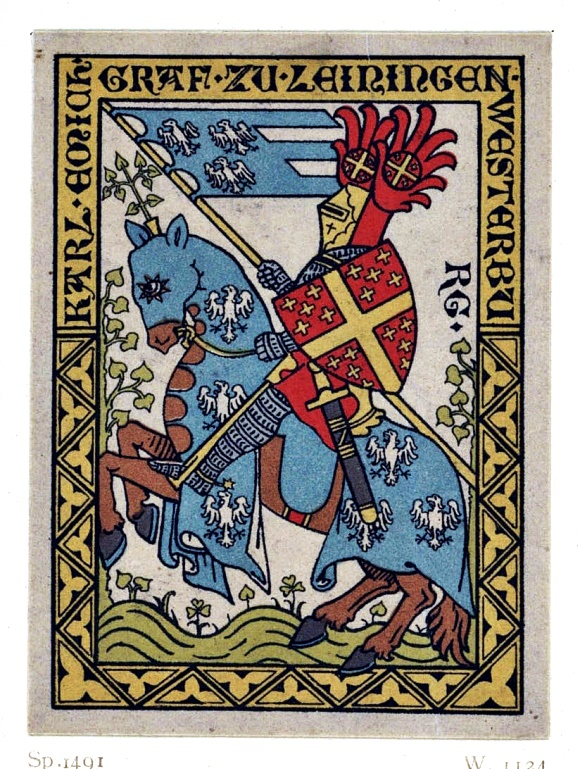
Exlibris von Adolf Matthias Hildebrandt
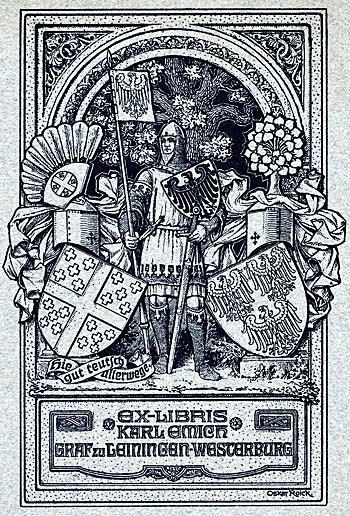
Exlibris von Oskar Roick
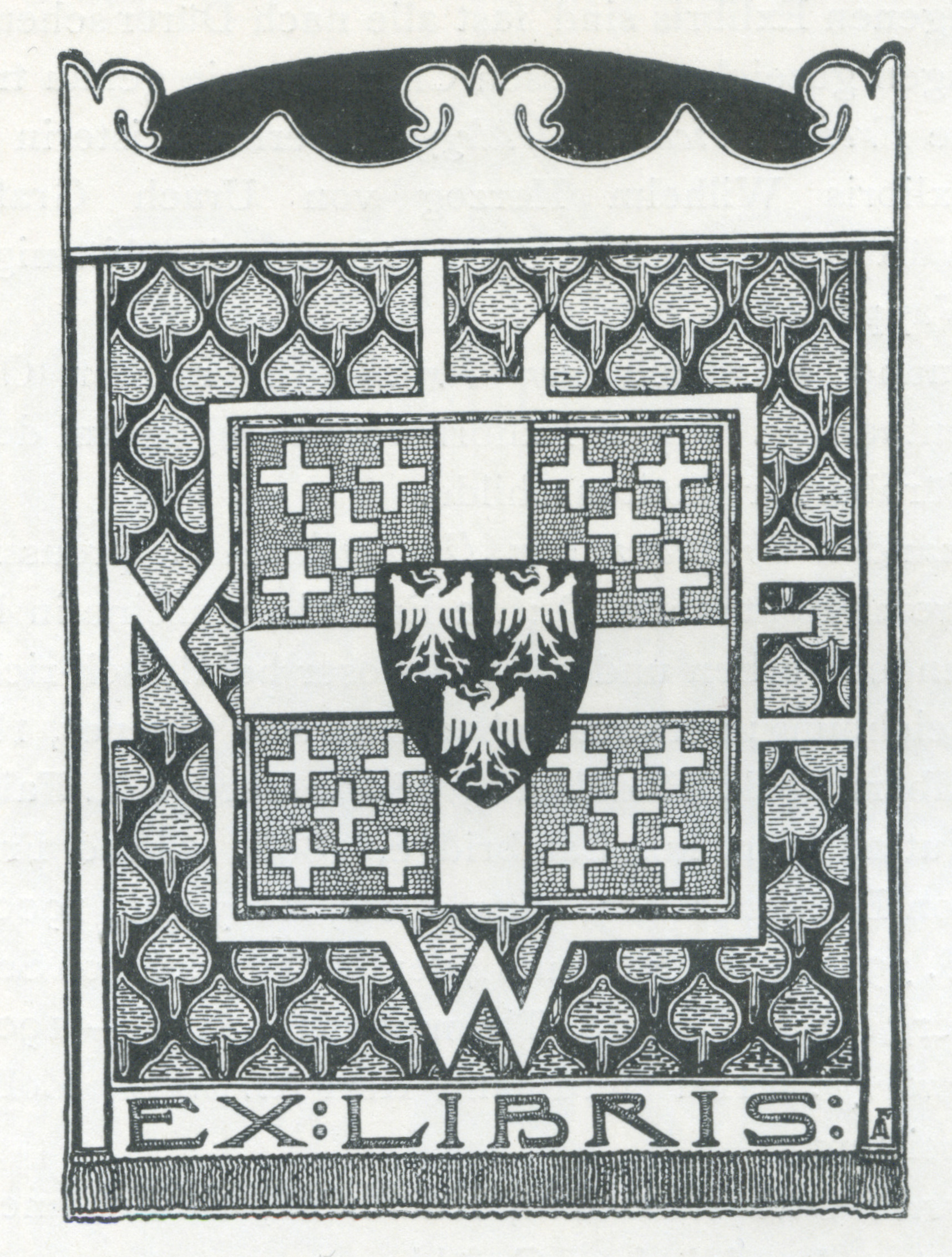
Exlibris von Magnus Conrad Armin von Fölkersam, 1899
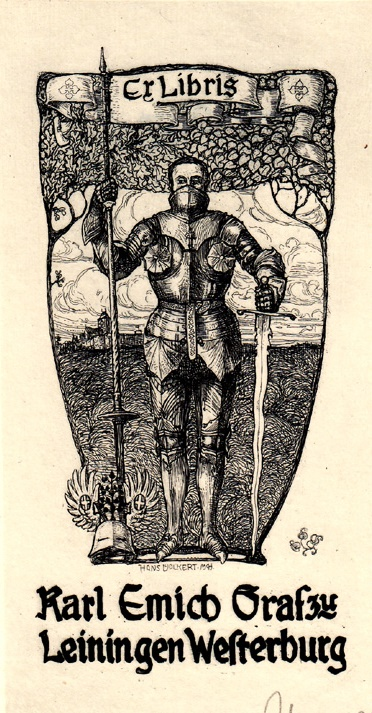
Exlibris, um 1900
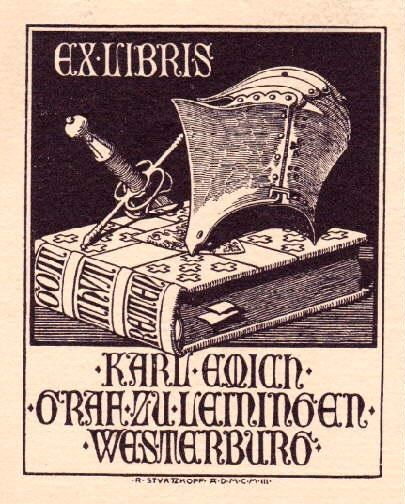
Exlibris, 1903
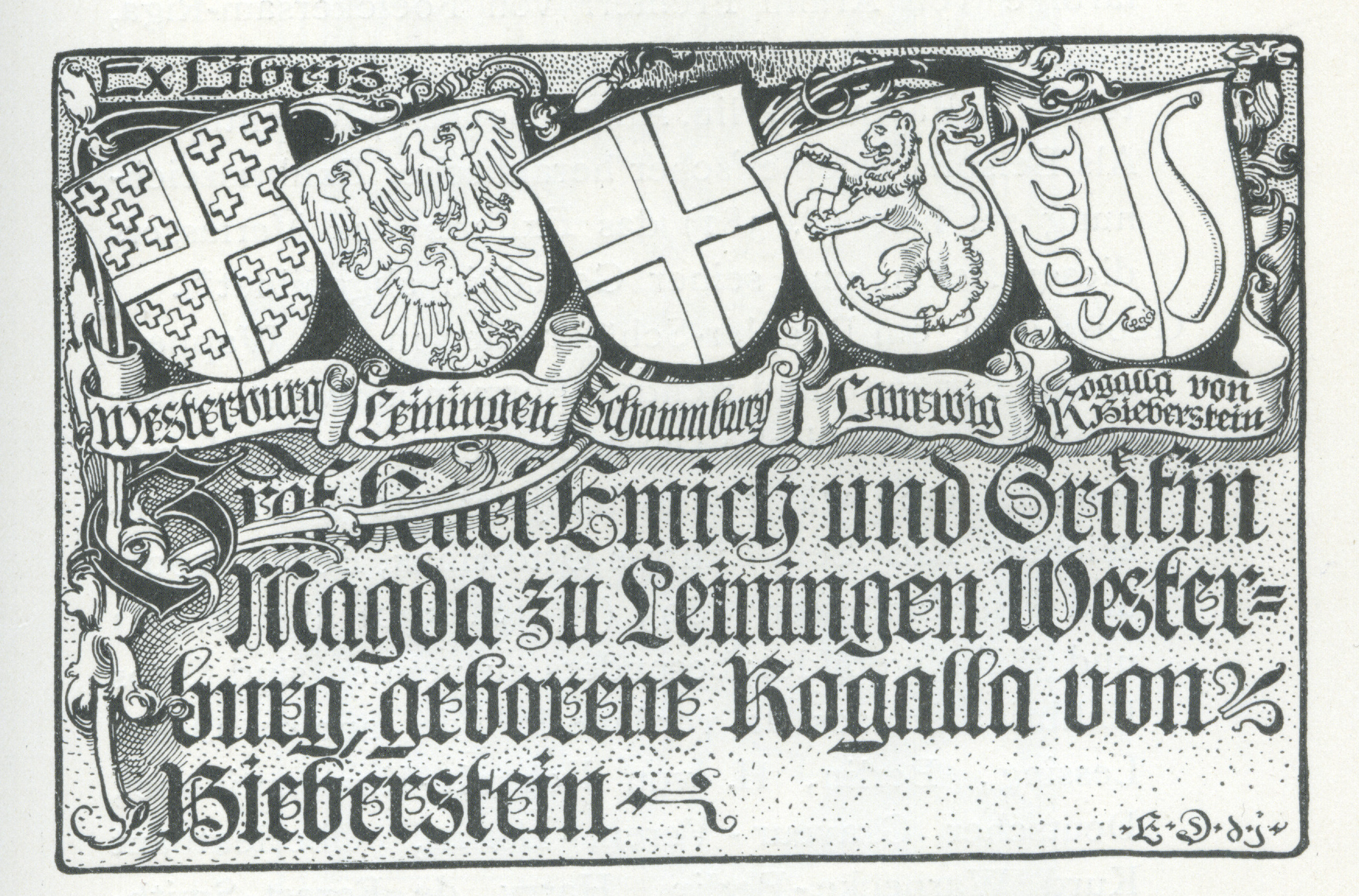
Exlibris für Karl Emich und Magda zu Leiningen Westerburg

| Personendaten    | Personendaten                                                                                    |
| ---------------- | ------------------------------------------------------------------------------------------------ |
| NAME             | Leiningen-Westerburg-Neuleiningen, Karl Emich zu                                                 |
| ALTERNATIVNAMEN  | Leiningen-Westerburg-Neuleiningen, Karl Emich Philipp Wilhelm Franz Graf zu (vollständiger Name) |
| KURZBESCHREIBUNG | deutscher Adliger, Kavallerieoffizier, Historiker und Heraldiker                                 |
| GEBURTSDATUM     | 15. September 1856                                                                               |
| GEBURTSORT       | Bamberg                                                                                          |
| STERBEDATUM      | 28. September 1906                                                                               |
| STERBEORT        | München                                                                                          |